# Университет Бригъм Йънг
„Бригъм Йънг“ (на английски: Brigham Young University) е частен американски университет, притежаван от Мормонската църква и има мормонски християнски характер.
Университетът се намира в град Прово в центъра на щата Юта в САЩ. Освен това има 3 клона в щатите Хавай и Айдахо.
Първият клон на университета е основан в Солт Лейк Сити през 1875 г. от Бригъм Йънг, вторият лидер на мормонското християнско движение, и основател на мормонската автономия, по-късно в щата Юта.